# Man Group
Die Man Group plc ist ein britischer Anbieter von alternativen Investmentprodukten. Das Unternehmen bietet Hedgefonds für institutionelle Anleger an. Der Konzern hat seinen Hauptsitz in London, ist an der London Stock Exchange gelistet und gehört dem FTSE 250 Index an.

## Geschichte
Die Unternehmensgeschichte reicht bis ins Jahr 1783 zurück und startete mit einem Brokergeschäft von James Man.
1994 ging der Konzern an die Börse in London und 2000 änderte er seine Firma von ED & F Man Group plc zu Man Group plc. Im Oktober 2010 übernahm das Unternehmen GLG Partners Inc. und im Jahr 2012 den Konkurrenten FRM. Ende 2023 verwaltete Man ein Vermögen von 151,7 Milliarden US-Dollar und beschäftigt weltweit 1650 Mitarbeiter. Standorte der Man Group sind London, Pfäffikon (Schweiz), New York, Dubai, Hongkong, Tokio und Sydney.
Von 2002 bis 2018 war die Man Group Hauptsponsor des Man Booker Prizes.
Am 29. Juni 2023 unterzeichnete die Man Group einen Vertrag unterzeichnet, um 51 % des ausgegebenen Aktienkapitals von Asteria Obviam SA, einem auf ESG ausgerichteten Schweizer Vermögensverwaltungsunternehmen, und dessen bestehendem Fondsangebot zu erwerben. Am 6. Juli 2023 unterzeichnete die Man Group einen Vertrag zum Erwerb einer kontrollierenden Beteiligung an Varagon Capital Partners, L.P., einem US-amerikanischen Private-Credit-Manager im mittleren Marktsegment mit einem verwalteten Vermögen von 11,8 Milliarden US-Dollar und insgesamt 15,4 Milliarden US-Dollar an Kundenverpflichtungen zum 31. Dezember 2022.